# Bâcleș
Bâcleș è un comune della Romania di 2321 abitanti, ubicato nel distretto di Mehedinți, nella regione storica dell'Oltenia. 
Il comune è formato dall'unione di 7 villaggi: Bâcleș, Corzu, Giura, Petra, Podu Grosului, Seliștiuța, Smadovița.